# Будённое (Жамбылский район)
Будённое (каз. Будённое) — село в Жамбылском районе Северо-Казахстанской области Казахстана. Административный центр Первомайского сельского округа. Код КАТО — 594657100.

## География
Расположено между озёрами Долбилово и Питное.

## Население
В 1999 году население села составляло 686 человек (334 мужчины и 352 женщины). По данным переписи 2009 года в селе проживало 548 человек (265 мужчин и 283 женщины).